# امیربک جوره‌بایف
امیربک جوره‌بایف (فارسی: امیربک جوره‌بایف؛ زادهٔ ۱۳ آوریل ۱۹۹۶) بازیکن فوتبال اهل تاجیکستان است.
از باشگاه‌هایی که در آن بازی کرده‌است می‌توان به باشگاه فوتبال استقلال دوشنبه، باشگاه فوتبال شاختیور سالیهورسک، باشگاه فوتبال برقچی، باشگاه فوتبال نوبهار نمنگان، باشگاه فوتبال یونایتد سیتی، باشگاه فوتبال خیر وحدت، و باشگاه فوتبال کداح اشاره کرد.
وی همچنین در تیم ملی فوتبال تاجیکستان بازی کرده‌است.